# Callicarolynia
Callicarolynia is een geslacht van vliesvleugeligen uit de familie Pteromalidae. De wetenschappelijke naam van dit geslacht is voor het eerst geldig gepubliceerd in 1989 door Heydon.

## Soorten
Het geslacht Callicarolynia is monotypisch en omvat slechts de volgende soort:
- Callicarolynia eruga Heydon, 1989